# Káromkodás
A káromkodás, olyan nyelvi szóhasználat, amely általában durva, sértő vagy vulgáris szavakat tartalmaz, és általában célja az érzelmek kifejezése, a frusztráció vagy a harag kifejezése.

Káromkodást ábrázoló emodzsi

Gyakran alkalmazzák olyan helyzetekben, amikor az ember dühös, frusztrált vagy szomorú, és úgy érzi, hogy nincs más módja annak, hogy kifejezze az érzéseit. Azonban sok kultúrában a káromkodás nem elfogadott, és sokan úgy vélik, hogy nem illik használni a mindennapi kommunikációban.

## Története
Használata visszanyúlik az írás előtti időkig, amikor az emberek szájából először jöttek ki “káromkodó” szavak. Az ókorban és középkorban sok kultúrában a vallás és a társadalmi konvenciók szigorú korlátokat szabtak az átkozódás és a káromkodás használatának. A káromkodás elterjedésének egyik fő oka az urbanizáció és az iparosodás volt a 19. és a 20. században. Az embereknek szűkebb helyen kellett élniük és dolgozniuk, és ez sok konfliktushoz és feszültséghez vezetett. A munkahelyeken a dolgozók gyakran keményen dolgoztak és gyakran sérültek meg, és sokan úgy érezték, hogy a káromkodás segített nekik kifejezni a fájdalmukat és a frusztrációjukat.
Az 1900-as évek elején a káromkodás használata még mindig nem lett elfogadott, a társadalmi konvenciók miatt. Azonban az 1950-es években és az azokat követő évtizedekben a káromkodás egyre elfogadottabbá vált a popkultúrában és a média világában. Az irodalmi művek, filmek, televíziós sorozatok és zenei dalok egyre gyakrabban tartalmaztak káromkodó szavakat, amelyek az emberek mindennapi beszédébe is beépültek.
A káromkodás használata továbbra is vitatott téma. Néhány ember úgy véli, hogy a káromkodás használata elfogadhatatlan és a kulturális romlást jelzi, míg mások úgy érzik, hogy az érzelmek kifejezésének egyik hatékony eszköze, és teljesen elfogadható.

## Használata a mai napokban
Káromkodni még továbbra is elterjedt, és sok ember számára elfogadható az informális kommunikációban, baráti és családi környezetben, vagy stresszes helyzetekben. Ugyanakkor számos kulturális és szociális tényező befolyásolja, hogy milyen gyakran és milyen körülmények között használják az emberek a káromkodást. Az üzleti és a hivatalos kommunikációban például általában nem megengedett a káromkodás, és a nyilvános helyeken, mint például az utcán vagy a tömegközlekedési járműveken való káromkodás elfogadatlan lehet, és akár büntetést is vonhat maga után.
Fontos megemlíteni, hogy a káromkodás használata lehet sértő vagy bántó mások számára, és ezért fontos tudatában lenni az adott helyzetben elfogadott kommunikációs szabályoknak és normáknak. Az embernek mindig figyelembe kell vennie a környezetét és azokat az embereket, akikkel beszél, és olyan nyelvezetet kell használni, amely tiszteletet és megértést fejez ki.